# نارداران، قبوستان
نارداران (به ترکی آذربایجانی: Nardaran) یک منطقهٔ مسکونی در جمهوری آذربایجان است که در شهرستان قبوستان واقع شده‌است. نارداران ۱۹۶ نفر جمعیت دارد.